# جیکوب مادوکس
جیکوب مادوکس (انگلیسی: Jacob Maddox؛ زادهٔ ۳ نوامبر ۱۹۹۸) بازیکن فوتبال اهل بریتانیا است.
از باشگاه‌هایی که در آن بازی کرده‌است می‌توان به باشگاه فوتبال چلسی اشاره کرد.
وی همچنین در تیم‌های ملی فوتبال زیر ۱۷ سال انگلستان، زیر ۱۹ سال انگلستان و زیر ۲۰ سال انگلستان بازی کرده‌است.